# نادي شباب الكرمل
نادي شباب الكرمل الرياضي، هو نادي رياضي فلسطيني تأسس في بلدة الكرمل جنوب مدينة الخليل عام 1984م. تقدم النادي بطلب انضمام لرابطة الأندية في القدس في عام 1987م، لكن الطلب أُجل نظره بسبب اندلاع الانتفاضة الأولى. وفي عام 1991م، جُدِّد الطلب وحصل النادي على الترخيص الرسمي.

## التطور والخدمات الاجتماعية
تطور نادي شباب الكرمل وأصبح يقدم المساعدات لذوي الاحتياجات الخاصة. أُنشئت اللجنة الاجتماعية في عام 1992 للعناية بالمعاقين، وحصل النادي على ترخيص من وزارة الشباب والرياضة الفلسطينية في عام 1995، مما ساعد في تطوير قدراته الخدماتية وتوسيع نطاق الخدمات التي يقدمها.

## التحوّل إلى جمعية نادي شباب الكرمل
في عام 2003، تحوّل النادي إلى جمعية واكتسب اعترافًا رسميًا بتسجيلها لدى وزارة الداخلية في عام 2004. تمت إجراء انتخابات للجمعية في 6 مارس 2004.

## الاهتمام بالرياضة
تعتبر الفرق الرياضية في النادي العمود الفقري له. أنشئ النادي بفريق لكرة القدم للكبار وفرقًا مساندة لبقية الفئات العمرية، خاصةً فئة الشباب. يضم النادي أيضًا فريقًا لكرة الطائرة وفرقًا للسباحة وكرة اليد وخماسي كرة القدم. كما يُكرّس النادي اهتمامًا خاصًا لرياضة المعاقين ويمتلك فريقًا لذوي الاحتياجات الخاصة من فئة الكراسي المتحركة.

### الرياضة النسوية
يولي النادي اهتمامًا للرياضة النسوية ويضم فريقًا للتنس وفريقًا للطائرة للفتيات دون سن 15 عامًا.

## الاهتمام بالشباب
يُولي النادي اهتمامًا بالشباب من كلا الجنسين من خلال الرياضة والدورات التدريبية والمشاركات الشبابية في المجتمع المحلي. يعمل النادي على ترسيخ مفاهيم العمل التطوعي ونشر الوعي بأهمية العمل التطوعي والحفاظ على البيئة.

## اهتمام بشؤون المرأة
تأسست لجنة نسوية في النادي عام 1996 وشهدت أول انتخابات لها في هيئة إدارية. يقدم النادي للنساء دورات تدريبية في مجالات الصحة والتربية ودورات تساهم في تحقيق الدخل الشخصي للنساء، مما يساعدها على تحقيق الاكتفاء واتخاذ قراراتها بنفسها.

## الاهتمام بالمجال الثقافي
يركز النادي على الاهتمام بالمجال الثقافي عبر إنشاء نواة مكتبة تهتم بشؤون الأطفال، والشباب، والكبار، إضافة إلى إنشاء نواة مركز للحاسوب. يشارك النادي في جميع فعاليات وزارة الشباب والرياضة الثقافية.

## الاهتمام بالأطفال
يولي النادي اهتمامًا بالأطفال منذ نعومة أظفارهم. يعمل النادي على تربيتهم بتربية صحيحة وتعويدهم على الأخلاق الفاضلة ويقدم لهم الدعم التربوي والتعليمي. كما يوفر النادي الألعاب التعليمية ويلبي مطالبهم واهتماماتهم الشخصية. يساعدهم أيضًا على تعلم استخدام الحاسوب ويجهز الروضة بكل ما يحتاجونه من ألعاب داخلية وخارجية. يعمل النادي على اختيار معلمات مميزات لتعليمهم وتربيتهم تربية صحيحة.

## معوقات العمل
يعاني نادي شباب الكرمل من قلة الامكانيات المالية مقارنة بالاحتياجات الكبيرة للنادي. يتأثر النادي بموقعه الجغرافي، حيث يقع في المناطق المهمشة وتصعب عليه الحصول على التمويل الكافي والمساعدات اللازمة. ورغم ذلك، يواصل النادي العمل لتقديم الخدمات والفرص الرياضية والاجتماعية لأفراد المجتمع المحلي.